# Кулежув
Куле́жув (пол. Kulerzów) — село в Польше в сельской гмине Могиляны Краковского повета Малопольского воеводства.

## География
Село располагается в 3 км от административного центра сельской гмины села Могиляны и в 14 км от административного центра воеводства города Краков. На северной стороне села проходит местная дорога K2173, являющаяся административной границей, отделяющей Кулежув от села Хоровице.

## История
Первое упоминание о селе относится к 1442 году. Наименование села происходит от фамилии его первого владельца представителя шляхетского рода Кулеш. От этой фамилии село первоначально называлось как Кулешув. Позднее село было передано польским королём Казимиром III женскому монастырю норбертанок. В конце XVIII века село вошло в состав Австро-Венгрии. В 1802 году село перешло в собственность Йозефа Конопки.
В 1975—1998 годах село входило в состав Краковского воеводства.

## Население
По состоянию на 2013 год в селе проживало 231 человек.
| 2010 | 2013 |
| ---- | ---- |
| 218  | 231  |

| Перепись  | Всего   | Всего | Женщины | Женщины | Мужчины | Мужчины |
| --------- | ------- | ----- | ------- | ------- | ------- | ------- |
| Единицы   | человек | %     | человек | %       | человек | %       |
| Население | 231     | 100   | 116     |         | 115     |         |